# 土与丸
土与丸（どよまる）は、広島県東広島市の地名。現行行政地名は西条土与丸（さいじょうどよまる）一丁目から六丁目および西条町土与丸（さいじょうちょうどよまる）。郵便番号は西条土与丸が739-0007、西条町土与丸が739-0003。当地域の人口は3,458人（2024年3月末現在、住民基本台帳による。東広島市調べ。）。西条土与丸は住居表示が実施されており、西条町土与丸は住居表示未実施である。

## 地理
東広島市の中央部に広がる西条盆地の東部に位置する。
西は西条末広町、西条上市町、西条大坪町、南は西条町助実、北は西条町吉行、西条吉行東、高屋町宮領に接する。
西条土与丸は市道を境としてJR西条駅に近い側が南西から順に一丁目から三丁目、反対側が北東から順に四丁目から六丁目となっている。

### 河川
- 中川（黒瀬川水系）[12]
- 原比川（黒瀬川水系）[13]

## 歴史

### 沿革
- 1889年（明治22年）4月1日、町村制の施行により、広島県賀茂郡に属する吉行村、土与丸村、助実村が合併して村制施行し、吉土実村が発足[14][15]。土与丸は吉土実村の大字となる[14]。
- 1939年（昭和14年）7月1日、賀茂郡に属する西条町、寺西村、下見村、御薗宇村、吉土実村が合併して新たに西条町が発足[16][17]。土与丸は西条町の大字となる[16]。
- 1965年（昭和40年）、土与丸の一部で町名変更が行われ、末広町となる[18]。
- 1974年（昭和49年）4月20日、賀茂郡に属する西条町、八本松町、志和町、高屋町が合併して市制施行し、東広島市が発足[5][19]。土与丸は「西条町」を冠称して東広島市の大字となる[5]。
- 2002年（平成14年）12月9日、西条町土与丸の一部で住居表示の実施にともなう町名変更が行われ、西条土与丸一丁目、二丁目となる[2]。
- 2004年（平成16年）9月27日、西条町吉行の一部と西条町土与丸の一部で住居表示の実施にともなう町名変更が行われ、西条土与丸三丁目から六丁目となる[7]。

## 交通

### 鉄道
JR山陽本線の線路が通っているが、地区内に駅は存在しない。最寄りの鉄道駅はJR西条駅である。

### バス
芸陽バスの藤田沖バス停、土与丸バス停、井野口病院前バス停、ゆめタウン東広島前バス停がある。ゆめタウン東広島前バス停には西条市街地循環バス「のんバス」も停車する。
- 豊栄-高美が丘-西条線：豊栄・上戸野・造賀小学校前・近畿大学・高美が丘・西高屋駅方面 - 藤田沖 - 土与丸 - 井野口病院前 - 西条駅前方面
- 白市線：白市駅・西高屋駅方面 - 藤田沖 - 土与丸 - 井野口病院前 - 西条駅前方面
- 高美が丘・近畿大学-西条駅前線：西高屋駅・高美が丘・近畿大学方面 - 藤田沖 - 土与丸 - 井野口病院前 - 西条駅前方面
- 豊栄-西条線：豊栄・上戸野・造賀小学校前方面 - 藤田沖 - 土与丸 - 井野口病院前 - 西条駅前方面
- 安芸津-西条・近畿大学線：近畿大学・西高屋駅方面 - 藤田沖 - 土与丸 - 井野口病院前 - 西条駅前 - ゆめタウン東広島前 - 東広島駅・安芸津駅方面
- 西条-竹原線：西条駅前方面 - ゆめタウン東広島前 - 東広島駅・竹原駅方面
- 西条市街地循環バス「のんバス」[21]：（赤ルート→）西条駅方面 - ゆめタウン東広島前 - 浄福寺橋・賀茂ボール前方面（←青ルート）

### 道路
- 国道375号

## 施設

### コミュニティ施設
- 東西条地域センター[22]

### 教育施設
- 西条ルーテル幼稚園[23]
- サムエル西条こどもの園[24]

### 医療施設
- 井野口病院[25]
- 木阪病院[26]
- 東広島保健医療センター[27][28]

### 郵便局
- 土与丸簡易郵便局[29]

### 業務施設
- 西條商事[30]

### 商業施設
- ゆめタウン東広島[31]

## 史跡・文化財
- 榎野家住宅主屋 - 登録有形文化財[32]。

## 学校区
全域が東広島市立東西条小学校と東広島市立松賀中学校の通学区域に含まれる。